# Adoxotoma
Adoxotoma e un gen al familiei de păianjeni săritori Salticidae.

## Specii
- Adoxotoma bargo Zabka, 2001 (Noul Wales de Sud)
- Adoxotoma chionopogon Simon, 1909 (Australia de Vest)
- Adoxotoma forsteri Zabka, 2004 (Noua Zeelandă)
- Adoxotoma hannae Zabka, 2001 (Noul Wales de Sud)
- Adoxotoma justyniae Zabka, 2001 (Noul Wales de Sud)
- Adoxotoma nigroolivacea Simon, 1909 (Australia de Vest)